# Isla Tierra Bomba
Tierra Bomba (también llamada históricamente Cárex) es una isla colombiana en el oeste del mar Caribe que posee unas 1984.99 hectáreas de superficie (equivalente a 19,84 km²), se encuentra al sur de la ciudad de Cartagena de Indias y al norte de la península de Barú, por lo que administrativamente pertenece al departamento colombiano de Bolívar. Es un popular destino turístico, a pesar de que gran parte de su superficie pertenece a privados o particulares.
Su clima es tropical, propio de esta parte del litoral colombiano, posee un litoral costero de aproximadamente 43 kilómetros, son atractivos turísticos principales sus playas caribeñas y monumentos históricos como el Castillo de San Fernando de Bocachica.

## Centros poblados
- Bocachica
- Caño de Oro
- Punta Arena
- Tierra Bomba

## Demografía
Su población está estimada en 9 mil habitantes.